# Kevin O'Connor (futbolista)
Kevin O'Connor (Dublín, 19 de octubre de 1985) es un exfutbolista irlandés.